# Tendencias de mercado
Se denomina tendencia de mercado a aquella tendencia en la cual un mercado se mueve en una dirección particular en un intervalo de tiempo; se la llama tendencia principal a lo que corresponde al largo plazo, intermedia para los plazos medianos e inmediata para la corta duración. Para identificar las tendencias del mercado se utiliza el análisis técnico, estudio que caracteriza a las tendencias de mercado como una respuesta previsible de los precios del mercado en los niveles de apoyo a los precios y la resistencia de precios que varía con el tiempo.Así pueden desarrollarse distintos análisis delimitando el enfoque, tiempo y lugar, como un análisis del mercado inmobiliario de Madrid. 
Los términos mercado alcista o Bull market trend y mercado bajista o Bear market trend describen las tendencias del mercado hacia arriba y hacia abajo, respectivamente y se puede utilizar para describir tanto el mercado como un todo o de determinados sectores y valores.

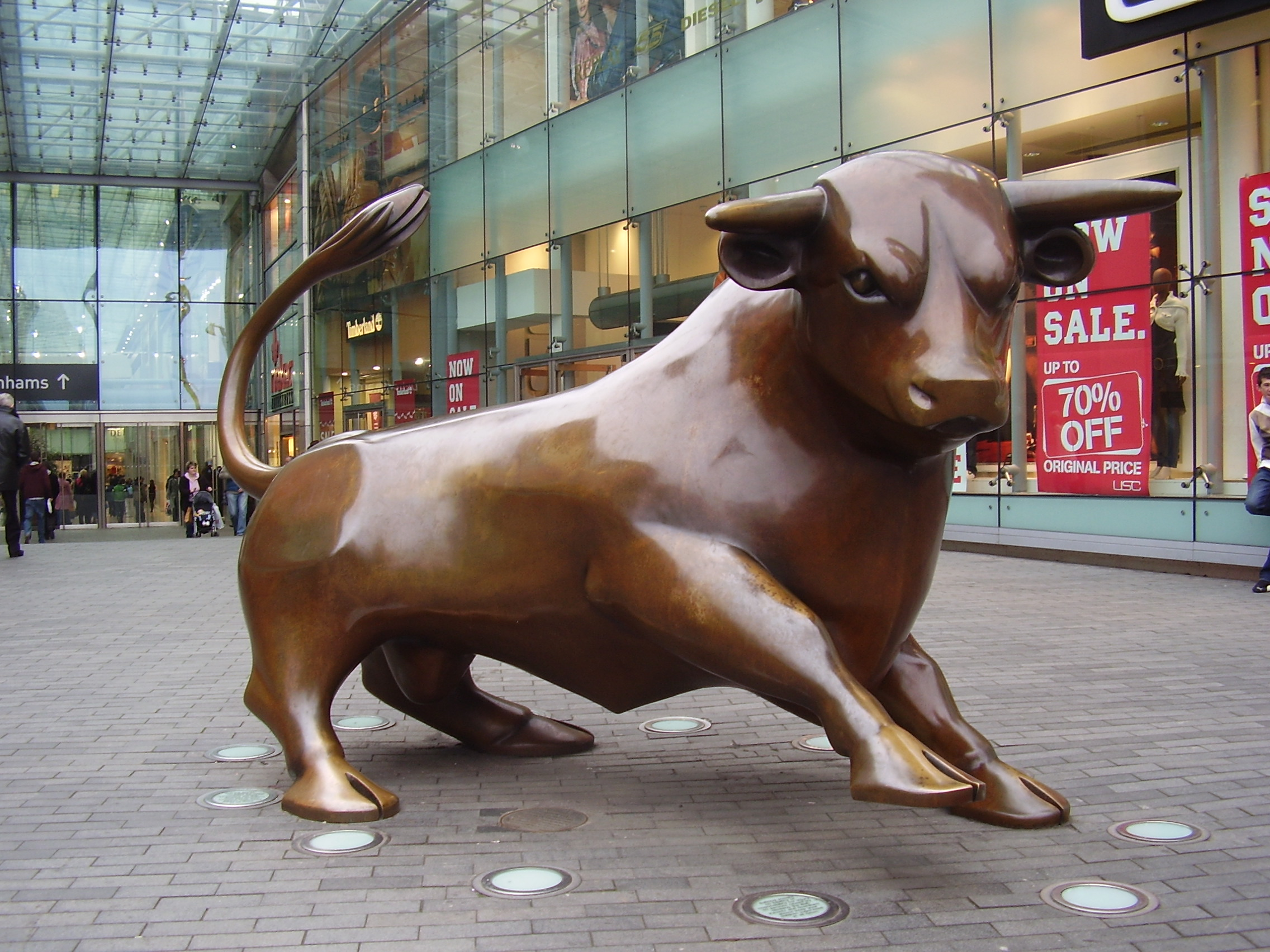
Toro de lidia de Birmingham.

## Mercado alcista (Bull Market)
Es una tendencia de mercado en la que los precios de los activos financieros se mueven constantemente a nuevos máximos, y jornada tras jornada la bolsa de valores cierra al alza. Esto puede ser resultado de un "Boom" económico, la recuperación de una crisis, una estabilidad política o el principio de una burbuja financiera.
Para los financieros el animal de la imagen (el "Toro") representa la euforia, el éxito, la realización y las ganancias. Es un símbolo positivo ya que representa la confianza en el futuro y que está vinculado con momentos en los que todos los pronósticos son alentadores.

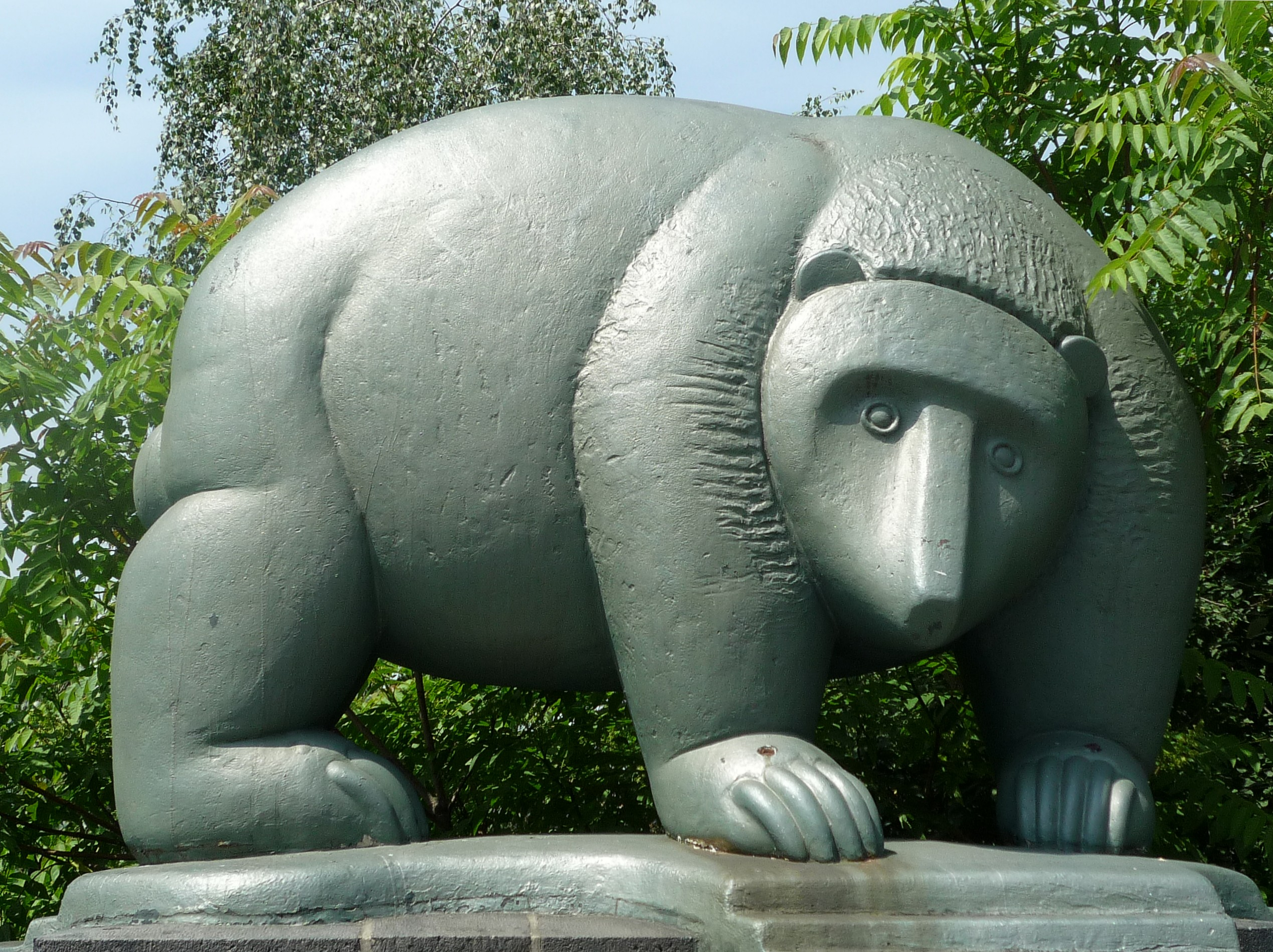
Escultura de Oso.

## Mercado bajista (Bear Market)
Es la tendencia contraria a Mercado Alcista o bull market, en la que los precios encuentran nuevos mínimos y en un periodo mayor a dos meses los cierres a la baja predominan. Esto puede ser resultado de una crisis económica o el colapso de una burbuja financiera. La incertidumbre y la lenta recuperación son inminentes en estos mercados. Se pierde la confianza en las inversiones, y se realizan ventas de pánico o ventas descorazonadas en el mercado.
Para los financieros, el oso representa la incertidumbre, el fracaso de las empresas, las pérdidas y la desconfianza en el futuro próximo.
Aunque esta situación no necesariamente es mala. Warren Buffett dice “cuando todo el mundo es ambicioso, sé precavido. Cuando todo el mundo es precavido, sé ambicioso”.
Un "Bear" (un "Oso") en términos financieros es un inversionista que le apuesta a la venta corta. 

## Techo del mercado
Denominado también resistencia del mercado, es aquella área de precios que están por arriba del mercado, donde la presión por vender vence la presión por comprar, y cuando se da un avance del precio se vuelve hacia atrás, por lo regular un nivel de resistencia queda determinado por un pico anterior. En una tendencia ascendente, los niveles de resistencia representan pausas en ese movimiento del mercado, aunque son superadas en algún momento. Para que una tendencia sea positiva, cada mínimo sucesivo (techo de mercado) debe ser mayor que el anterior, pero si hay una bajada correctiva dentro de la tendencia ascendente y se llega al nivel del techo anterior, puede que sea una advertencia de que la tendencia alcista está llegando a su fin, las tendencias al alza de corto plazo dentro de una tendencia alcista, tienden a ser mucho más grandes en magnitud que las tendencias bajistas de corto plazo, y viceversa.

## Fondo de mercado
También denominados apoyos, son niveles por debajo del mercado, donde el interés por comprar es más fuerte que la presión por vender. Por lo tanto cuando se llega a este, el mercado se detiene y comienza a subir de nuevo. Normalmente un nivel de apoyo queda identificado por un mínimo de reacción previo. Un fondo de mercado es una tendencia inversa, comienza en el punto final de la recesión de un mercado y le precede un movimiento al alza, también denominado tendencia al alza.
En la realidad es muy difícil identificar un fondo de mercado, también denominado suelo de mercado, mientras está ocurriendo. El repunte que prosigue a un declive es casi siempre corto, y los precios generalmente se resumirán al declive. Esto resultará en una pérdida para el inversor que compró acciones durante un “mal percibido” piso del mercado.
Desde el punto de vista de Roberto Ruarte, las tendencias bajistas suelen traer más cosas malas que buenas, ya que las caídas bursátiles usualmente advierten que vendrán malas noticias; sin embargo, al llegar los problemas a su clímax cambiarán de dirección, y se volverán noticias positivas.